# Herefoss kommun
Herefoss kommun (norska: Herefoss kommune) var en kommun i Aust-Agder fylke i södra Norge. Kommunen omfattade den nordöstra delen av nuvarande Birkenes kommun. Byn Herefoss utgjorde kommunens centralort.

## Administrativ historik
Herefoss kommun upprättades den 1 januari 1838 (som Heirefos formannskapsdistrikt) när Formannskapslovene från 1837 trädde i kraft.
Den 1 januari 1967 gick Herefoss kommun, tillsammans med Vegusdals kommun, upp i Birkenes kommun. Kommunens hade då 585  invånare.